# Glasvingeblomflugor
Glasvingeblomflugor (Scaeva) är ett släkte i familjen blomflugor.

## Kännetecken
Längden är mellan 10 och 16 millimeter för de nordiska arterna. De har gula eller gulvita krokformade parfläckar på bakkroppen. Ögonen är håriga och ovanligt stora. Antennerna har oftast svart tredje segment medan segment ett och två är gulaktiga. Vingarna är klara och i stort sett utan mikrobehåring.

## Levnadssätt
Larverna lever på bladlöss på olika träd, buskar och örter. De fullvuxna flugorna kan ses besöka olika blommor, ofta flockblommiga växter men även på många andra blommor. De övervintrar normalt inte i Norden utan migrerar hit på våren. I sällsynta fall kan de övervintra som fullvuxna.

## Utbredning
Det finns 23 kända arter varav 14 har palearktisk utbredning och 5 finns i Europa. Det finns två arter i Nordamerika, fem i Sydamerika och två i den orientaliska regionen.

### Arter i Norden
I Norden finns 3 arter, samtliga är även påträffade i Sverige.
| Svenskt namn          | Vetenskapligt namn | Utbredning i Sverige                                                 |
| --------------------- | ------------------ | -------------------------------------------------------------------- |
| Mindre glasvingefluga | S. dignota         | Endast ett fynd i Sverige i Uppland.                                 |
| Vit glasvingefluga    | S. pyrastri        | Vanlig i Götaland och Svealand. Mindre vanlig längs norrlandskusten. |
| Gul glasvingefluga    | S. selenitica      | Ganska vanlig i större delen av Sverige utom i fjällen.              |